# Hermann Müller (Reichskanzler)

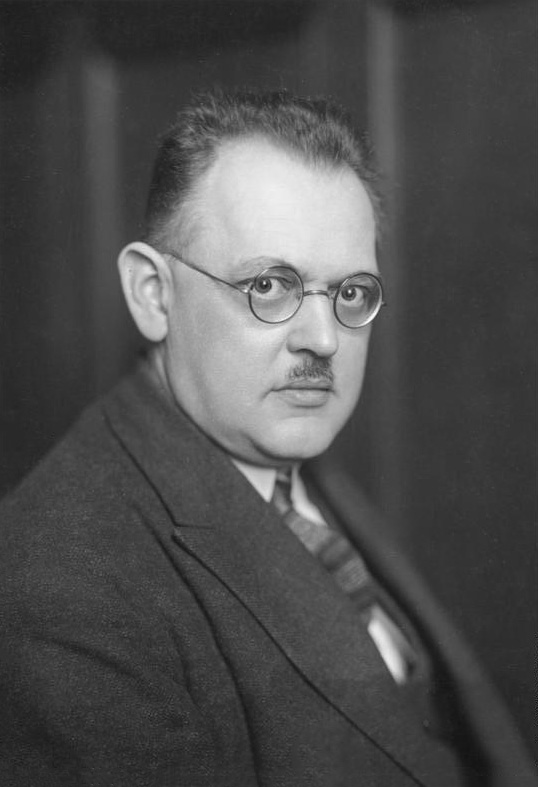
Hermann Müller (1928)

Hermann Müller (* 18. Mai 1876 in Mannheim; † 20. März 1931 in Berlin; zur Unterscheidung von Hermann Müller nach seinen Wahlkreisen auch Müller-Breslau bzw. ab 1920 Müller-Franken genannt) war ein deutscher Politiker. Er war von 1919 bis 1928 einer der Vorsitzenden der SPD. Im Kabinett Bauer war er von 1919 bis 1920 zunächst Reichsminister des Auswärtigen, ehe er von März bis Juni 1920 kurzzeitig Reichskanzler des Deutschen Reiches wurde. Im selben Jahr übernahm Müller den Vorsitz der SPD-Reichstagsfraktion bis 1928, als er zum zweiten Mal Reichskanzler wurde. Am 27. März 1930 musste Müller zurücktreten, weil seine Fraktion sich in der Arbeitslosenversicherungsreform einem Kompromiss verweigerte, auf den sich die anderen Koalitionsparteien bereits geeinigt hatten. Bis zu seinem Rücktritt war er der letzte Reichskanzler, der sich auf eine parlamentarische Mehrheit stützte, bevor mit Heinrich Brüning die Zeit der Präsidialkabinette der Weimarer Republik begann. Müller gehörte der Republikschutzorganisation Reichsbanner Schwarz-Rot-Gold an.

## Leben und Wirken

### Frühe Jahre
Hermann Müller war der Sohn des Schaumweinfabrikanten Georg Jacob Müller. Dieser zog mit der Familie 1888 nach Niederlößnitz bei Dresden. Dort war er Leiter der Sektkellerei Bussard. Müller besuchte ab 1882 Schulen in Mannheim, Kötzschenbroda und Dresden. Beeinflusst von seinem Vater, der Anhänger Ludwig Feuerbachs war, gehörte Müller keiner Konfession an. Prägend waren die Schuljahre am Realgymnasium in Dresden-Neustadt. Zu den Jugenderlebnissen Müllers gehörte das Kennenlernen von Karl May in Radebeul. Nach dem Tod des Vaters 1892 musste er die Schule ohne Abitur verlassen. Anschließend absolvierte er eine kaufmännische Lehre bei Villeroy & Boch in Frankfurt am Main und arbeitete danach als Handlungsgehilfe in Frankfurt am Main und Breslau.

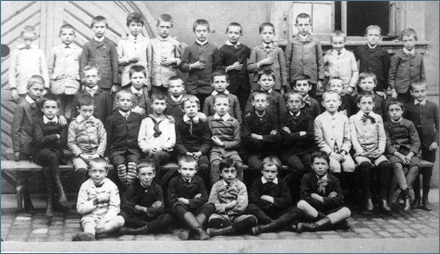
Hermann Müller auf dem Klassenfoto der Sexta des Mannheimer Gymnasiums im Jahr 1885. Hintere Reihe, 5. von links

Die kaufmännische Tätigkeit hat ihm offenbar wenig zugesagt. Stattdessen engagierte er sich für die gewerkschaftliche Organisation der Handlungsgehilfen. Er trat 1893 der SPD und ein Jahr später den freien Gewerkschaften bei. Er arbeitete zunächst als freier Mitarbeiter an der sozialdemokratisch orientierten Schlesischen Volkswacht und ab 1899 bis 1906 als Redakteur bei der Görlitzer Volkswacht.
Er heiratete 1902 Frieda Tockus († 1905). Sie war jüdischer Herkunft; ihr Vater war Kantor. Sie starb wenige Wochen nach der Geburt der gemeinsamen Tochter Annemarie. Später heiratete er Gottliebe Jaeger. Aus dieser Ehe ging Erika Biermann hervor, die später Sekretärin von Rudolf Breitscheid wurde.

### Politik in der Vorkriegszeit
Von 1903/04 bis 1906 war er Stadtverordneter in Görlitz. Gleichzeitig war er auch Vorsitzender des dortigen sozialdemokratischen Unterbezirks. Durch seine Tätigkeit wurde der SPD-Vorsitzende August Bebel auf Müller aufmerksam. Bereits 1905 wollte Bebel ihn zum Parteisekretär wählen lassen. Da der starke Gewerkschaftsflügel der Partei Müller als Vertreter der extremen Linken in der Partei ansah, wurde er nicht gewählt. Statt seiner wurde Friedrich Ebert gewählt. Im folgenden Jahr gelang die Wahl als Parteisekretär in den Vorstand. Dort leitete er das Referat für die Parteipresse. In dieser Funktion setzte er die Einrichtung eines SPD-Nachrichtenbüros ein, um die Parteizeitungen von den bürgerlichen Nachrichtenagenturen unabhängiger zu machen. Er beteiligte sich auch an innerparteilichen Schiedsverfahren und gehörte der Zentralstelle für die arbeitende Jugend an. Dort kam er unter anderem mit Ludwig Frank und Karl Liebknecht zusammen. Letzterem bewahrte er trotz späterer politischer Unterschiede eine persönliche Hochachtung und hat seine Ermordung scharf verurteilt.

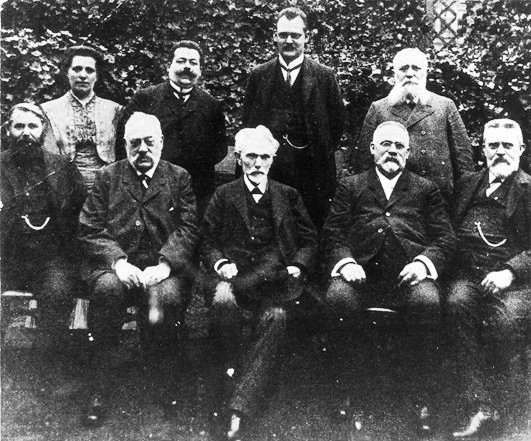
SPD-Parteivorstand 1909. Hintere Reihe: Luise Zietz, Friedrich Ebert, Hermann Müller, Robert Wengels. Vordere Reihe: Alwin Gerisch, Paul Singer, August Bebel, Wilhelm Pfannkuch, Hermann Molkenbuhr

Im Jahr 1908 kandidierte er – vergebens wegen des Dreiklassenwahlrechts – bei der Wahl zum preußischen Landtag für den Kreis Brandenburg-Westhavelland. Trotz aller Loyalität zu Bebel teilte er nicht immer dessen Positionen. Müller befürwortete noch 1910 den Parteiausschluss für diejenigen süddeutschen Sozialdemokraten, die entgegen allen Parteitagsbeschlüssen für die Haushalte ihrer Länder stimmen wollten.
Wegen seiner Sprachkenntnisse übertrug ihm der Vorstand vielfach den Kontakt mit den ausländischen sozialistischen Parteien, deren Parteitage er besuchte. Müller galt innerhalb der SPD als Kenner der Situation im Ausland und als eine Art „informeller Außenminister“ der SPD. Diese Erfahrungen kamen ihm während der Weimarer Republik zugute. Während der 2. Marokkokrise im Jahr 1911 plädierte er zusammen mit Ebert für eine abwartende Haltung der SPD und lehnte Konsultationen mit den ausländischen Sozialisten ab. Dies brachte ihm die Kritik von Otto Wels ein, der auf dem nächsten Parteitag vergeblich beantragte, Müller und Ebert nicht wieder zu wählen. Dieser Konflikt stand einer guten persönlichen Beziehung zu Wels nicht entgegen. Möglicherweise weil sich Müller 1909 gegen die Wahl von Otto Braun in den Parteivorstand wandte, war die Beziehung zu diesem stets gespannt.
Seit der Erkrankung von August Bebel 1910 gehörte Müller dem engsten Führungszirkel der Partei an. Spätestens seitdem er 1911 Rosa Luxemburg scharf angegriffen hatte, war deutlich, dass Müller nicht dem äußersten linken Flügel angehörte. Er war ein Zentrist, der sich sowohl gegen die Linke um Luxemburg wie auch gegen die Revisionisten stellte. Ebert und Müller setzten die Errichtung eines Parteiausschusses als das höchste Gremium der Partei zwischen den Parteitagen durch.

### Erster Weltkrieg und Revolution
Zu Beginn des Jahres 1914 versicherte er auf dem Parteitag der französischen Sozialisten, dass die enge Freundschaft der Arbeiterbewegung der Völker immer stärker würde. Im selben Jahr war er auch auf dem Parteitag der Labour Party in England zu Gast. Als der Krieg im Sommer drohte, drängte Müller den Parteivorsitzenden Ebert, in die Schweiz zu gehen, um einer befürchteten Festsetzung durch die deutschen Militärbehörden zu entgehen. Müller selbst reiste nach Paris, um über ein gemeinsames Vorgehen mit der französischen Schwesterpartei zu beraten. Als er dort ankam, war gerade Jean Jaurès ermordet worden. Zu einer Einigung kam es auch wegen Vorbehalten von französischer Seite nicht mehr. Müller wusste zu dieser Zeit auch nicht, dass in Berlin die SPD-Fraktion bereits die Zustimmung zu den Kriegskrediten beschlossen hatte. Sein Bericht über die gescheiterten Beratungen in Frankreich schien die Entscheidung zu bestätigen.
Nach Kriegsausbruch rückte Müller nach rechts, stand dem Kreis um Eduard David nahe und unterstützte die Burgfriedenspolitik. Als es zwischen dem linken Flügel und dem Vorstand zu Streitigkeiten um den Kurs der Stuttgarter Tagwacht kam, reisten Müller und Ebert nach Stuttgart und unterstellten wegen angeblicher Kassenverfehlungen die Zeitung dem Vorstand. Im Frühjahr 1916 erhielt Müller den Auftrag beim Vorwärts eine Vorzensur durchzuführen. Er entschied, ob Artikel erscheinen durften oder nicht. Innerhalb der Partei hatte Müller zu Gunsten von Ebert und Philipp Scheidemann während des Krieges an Einfluss verloren.
Als Folge einer Nachwahl war Müller von 1916 bis 1918 Mitglied des Reichstages für den Wahlkreis Reichenbach-Neurode.
Zusammen mit Ebert, Scheidemann und anderen Delegierten reiste er 1917 zur Sozialistenkonferenz nach Stockholm. Die Hoffnung auf eine Annäherung an die Parteien der Kriegsgegner erfüllte sich nicht. Während die übrige Delegation bald wieder abreiste, blieb Müller für einige Zeit in Schweden, damit er, als Folge der schlechten Ernährung in Deutschland geschwächt, wieder zu Kräften kommen konnte.
Müller war Gegner der bürgerlichen Annexionsforderungen und plädierte für die Unabhängigkeit Belgiens nach dem Krieg. Allerdings plädierte er für die Annahme des Diktatfriedens von Brest-Litowsk. Er trat auch für den Eintritt der SPD in die Regierung von Max von Baden ein.
Nach dem Ausbruch der Novemberrevolution wurde Müller zusammen mit Gustav Noske Anfang November 1918 nach Kiel entsandt, um auf die revolutionären Matrosen einzuwirken. Müller war vom 11. November bis zum 21. Dezember 1918 Mitglied des Vollzugsrates der Arbeiter- und Soldatenräte Groß-Berlin, anschließend bis zur Bildung der Regierung Scheidemann Mitglied des Zentralrats der Deutschen Sozialistischen Republik. Er wurde einer von drei Vorsitzenden des Zentralrates. Als solcher setzte er sich durchaus erfolgreich für die Positionen der SPD und die baldige Wahl zu einer Nationalversammlung ein.

### Regierungsbeteiligung und Opposition

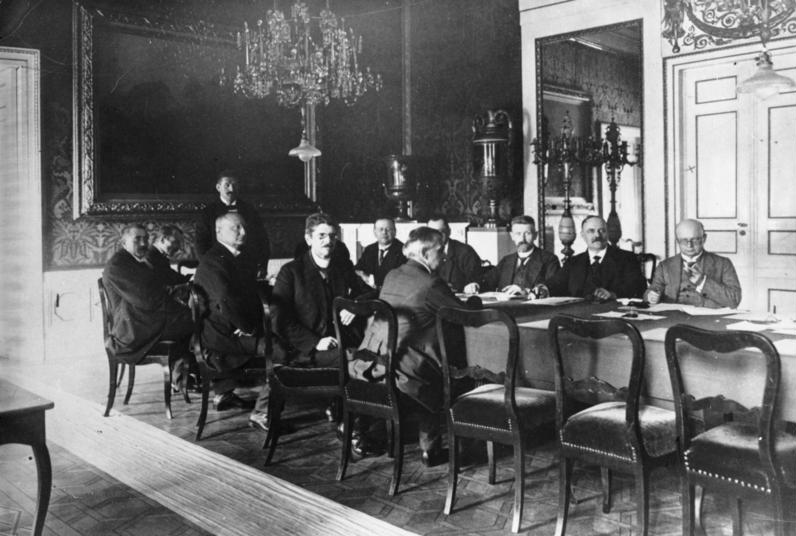
Kabinett Bauer

In den Jahren 1919/1920 gehörte er der Weimarer Nationalversammlung an, dort dem Vorstand der Fraktion der SPD. Im Juni 1919 wurde er gemeinsam mit Otto Wels zum Parteivorsitzenden gewählt, nachdem Ebert und Scheidemann als Reichspräsident beziehungsweise Reichsministerpräsident amtierten. Zwischen Müller und Wels kam es zu einer Aufgabenteilung. Müller war hauptsächlich zuständig für die Fraktionsarbeit und die Repräsentation nach außen. Wels übernahm die eigentlich innere Parteiorganisation. Im Zweifel war Wels gestützt auf den Apparat stärker als Müller. Allerdings war Müller, obwohl ein Mann des Ausgleichs, mit begrenztem Rednergeschick, ohne charismatische Ausstrahlung und scharfe persönliche Konturen, innerhalb der Partei populärer als Wels. Bis 1928 blieb Müller neben Wels und seit 1922 auch Arthur Crispien einer der Vorsitzenden der Partei.
Nach dem Rücktritt des Kabinetts Scheidemann im Sommer 1919 lehnte er den Wunsch Eberts ab, eine neue Regierung zu bilden. Stattdessen war Müller vom 21. Juni 1919 bis zum 26. März 1920 Reichsminister des Auswärtigen in der von Reichskanzler Gustav Bauer geführten Reichsregierung. In dieser Funktion unterzeichnete er auch zusammen mit dem Zentrumsabgeordneten Johannes Bell den Versailler Vertrag. Von der nationalistischen Rechten wurde er dafür als Landesverräter diffamiert. Für Müller waren die Bedingungen kaum erträglich, nach seiner Einschätzung war jedoch nach Lage der Dinge eine Unterzeichnung nicht zu vermeiden. In der späteren Zeit gehörte die Revision des Vertrages zu seinen außenpolitischen Zielen. Gleichwohl bahnte Müller in seiner kurzen Amtszeit jener Verständigungspolitik den Weg, die sein nationalliberaler Nachfolger Gustav Stresemann prominent fortsetzte. Dabei kam ihm zugute, dass er bereits vor dem Krieg die Kontakte zu den sozialistischen Parteien des westlichen Auslands gepflegt und sie als Parteivorsitzender gefördert hatte.
Innerhalb des Auswärtigen Amtes setzte er eine von Unterstaatssekretär Schüler entworfene Organisationsreform durch. Danach wurden diplomatischer und konsularer Dienst zusammengelegt und der Dienst für Seiteneinsteiger geöffnet. In Müllers Amtszeit kamen so z. B. in Paris mit Wilhelm Mayer und in London mit Friedrich Sthamer zwei „Außenseiter“ auf wichtige Botschafterposten. Zusammen mit Otto Braun galt Müller den Beteiligten des Kapp-Lüttwitz-Putsch als „besonders verderblich.“

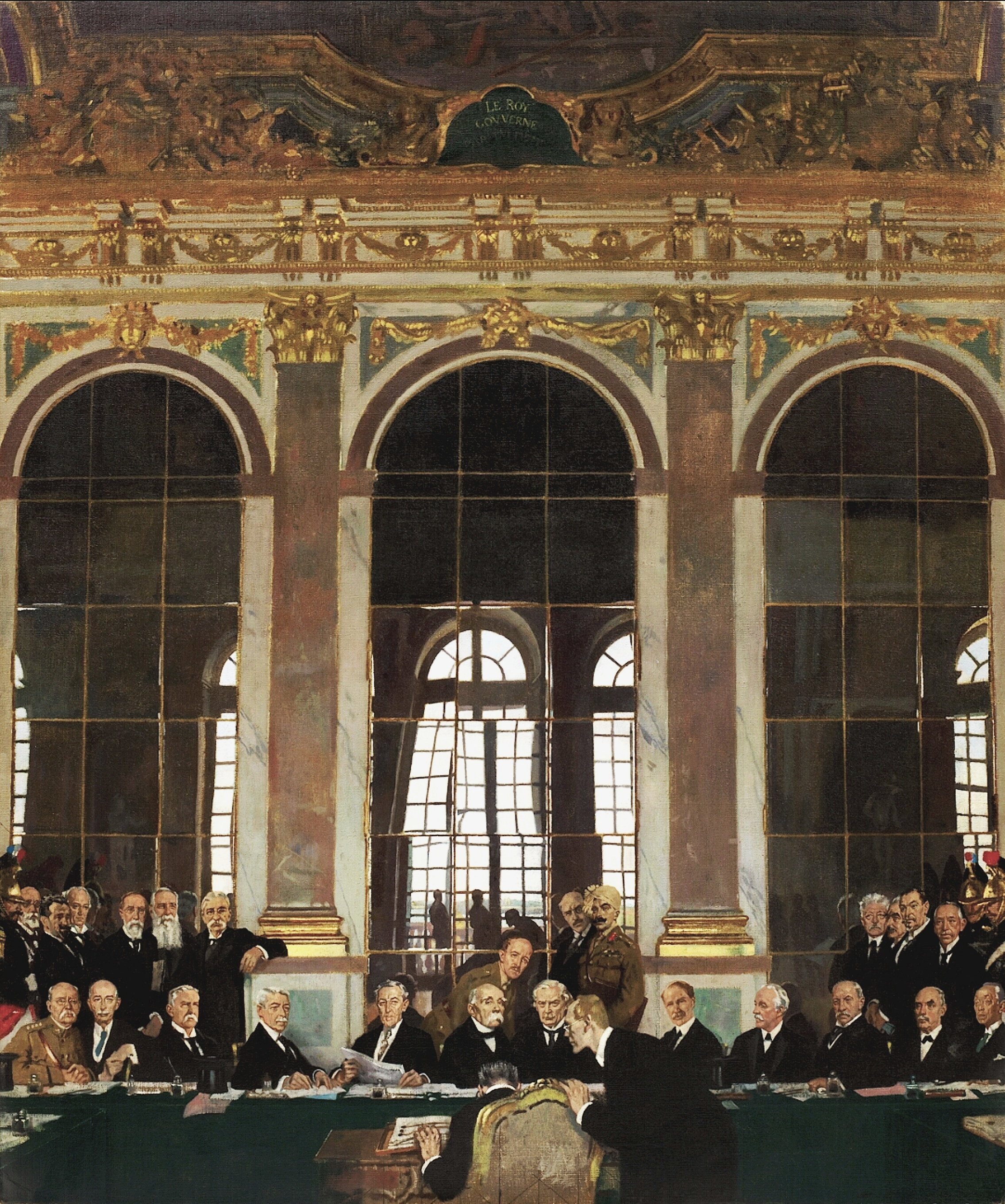
William Orpen: The Signing of Peace in the Hall of Mirrors. Die Unterzeichnung des Versailler Vertrages am 28. Juni 1919 – Hermann Müller ist nur von hinten zu sehen

Mit dem Beginn des Kapp-Lüttwitz-Putschs wich Müller mit anderen Regierungsmitgliedern nach Stuttgart aus. Nach der Entlassung des Kabinetts Bauer war Müller vom 27. März bis zum 6. Juni 1920 erstmals Reichskanzler (Kabinett Müller I). Die Erwartungen der Gewerkschaften und vieler Sozialdemokraten auf eine „Arbeiterregierung“ konnte Müller mit seiner Koalitionsregierung nicht erfüllen. Er konnte die DDP und das Zentrum nur mit Mühe zu einer Position bewegen, die denen der Gewerkschaften nicht völlig entgegenstand. Ein politischer Neuanfang war die Regierung nicht. Vielmehr war er Kanzler einer Übergangsregierung bis zur ersten regulären Reichstagswahl. In seine Amtszeit fielen als Folgen des Putsches die endgültige Niederschlagung des Ruhraufstands und der Unruhen in Mitteldeutschland. Daneben setzte er sich für die Auflösung der eher rechts gerichteten Einwohnerwehren ein. Auch die Einsetzung der zweiten Sozialisierungskommission, an der auch Vertreter der USPD beteiligt waren, fiel in seine Amtszeit. Außerdem stand die Reparationskonferenz von Spa bevor. Zeitweise wurde der Rhein-Main-Raum von alliierten Truppen besetzt.
Die Reichstagswahl von 1920 endete mit einer schweren Niederlage der Weimarer Koalitionsparteien. Müller selbst war in einem fränkischen Wahlkreis gewählt worden. Dem Reichstag gehörte er bis zu seinem Tod an. Zur Unterscheidung von gleichnamigen Abgeordneten wurde er seither Müller-Franken statt wie bisher Müller-Breslau genannt. Die Bildung einer Regierung unter Einschluss der USPD scheiterte. Damit ging die SPD in Opposition. Müller war von 1920 bis 1928 Vorsitzender der SPD-Fraktion im Reichstag. Er erreichte dabei die Ausweitung des politischen Spielraums der SPD. Zusammen mit Otto Braun und Eduard Bernstein gelang es ihm, auf dem Görlitzer Parteitag einen Beschluss durchzusetzen, der grundsätzlich eine Koalition mit der bislang gemiedenen DVP ermöglichte.
Müller machte aber auch klar, dass die Oppositionsrolle keine Absage an den Staat bedeute. Innenpolitisch hat die Fraktion die Regierung von Constantin Fehrenbach kritisiert, die Reparationspolitik der Regierung aber unterstützt. Müller betonte ebenso, dass die SPD wieder Regierungsverantwortung übernehmen wolle, sollte die Situation dies erfordern.
Aber als es 1920/21 unter Joseph Wirth und 1923 unter Gustav Stresemann zu einer Regierungsbeteiligung der SPD kam, gehörte er selbst nicht den Kabinetten an. Er konzentrierte sich darauf, die ehemaligen Mitglieder der USPD in die Fraktion der SPD zu integrieren. Seine politische Haltung war nicht immer ohne Widersprüche. So lehnte er 1923 ab, den Acht-Stunden-Tag mit dem Ziel der Währungsstabilisierung aufzugeben. Er hat aber auch maßgeblich zur Erneuerung des Kabinetts Stresemann beigetragen. Nachdem die Regierung jedoch gegen die Linksregierungen in Sachsen und Thüringen (Deutscher Oktober) ungleich härter als gegen die rechten Aktivitäten in Bayern vorgegangen war, trat Müller für ein Ende der großen Koalition ein.
Seither befand sich die SPD bis 1928 in der Rolle einer Oppositionspartei. Auf dem Parteitag von 1924 nach der Niederlage bei der Reichstagswahl im Mai 1924 wurde die Parteiführung vom linken Flügel wegen der Koalitionspolitik scharf angegriffen. Robert Dißmann vom Deutschen Metallarbeiterverband plädierte für eine „Politik des unbedingten Klassenkampfes“ ohne Rücksicht auf bürgerliche Koalitionspartner. Müller argumentierte, dass sich die SPD in den letzten Jahren nur an Regierungen beteiligt habe, wenn sie dies insbesondere aus außenpolitischen Gründen musste. Er setzte einen Antrag durch, nach dem die Koalitionspolitik eine bloße Frage der Taktik, nicht der Prinzipien sei.
In der Außenpolitik unterstützte Müller aber weiterhin den Kurs Stresemanns. Dies gilt insbesondere für die Annäherung an die Westmächte und den Beitritt zum Völkerbund. Gegen Ende des Jahres 1926 bot die Reichsregierung unter Wilhelm Marx, nicht zuletzt um eine Debatte über die militärische Zusammenarbeit zwischen Reichswehr und Roter Armee zu verhindern, wie sie die SPD ankündigte, die Bildung einer großen Koalition unter Einschluss der SPD an. Müller war dazu bereit, konnte sich aber in der Fraktion nicht durchsetzen.

### Kanzler einer großen Koalition

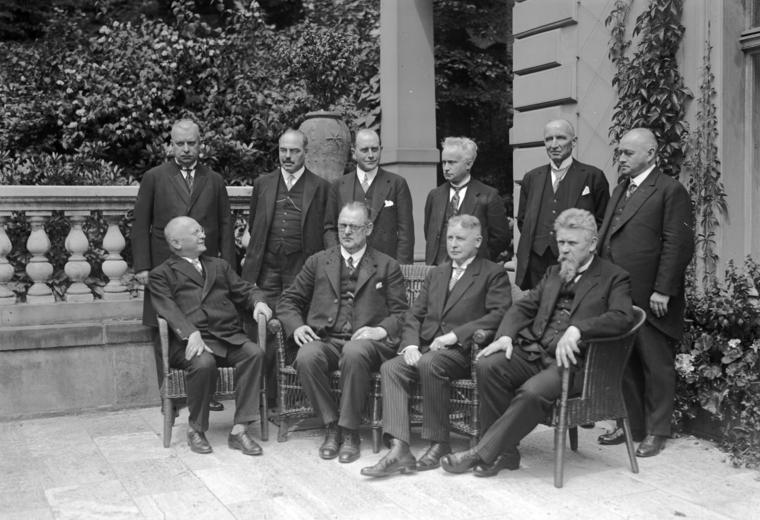
Kabinett Müller II

Die Reichstagswahl von 1928 brachte erhebliche Mandatsverluste der bürgerlichen Parteien und erhebliche Gewinne für die SPD. Am 28. Juni 1928 wurde Müller erneut zum Reichskanzler ernannt (Kabinett Müller II). Insbesondere in der DVP gab es erhebliche Vorbehalte gegen eine Zusammenarbeit mit der SPD. Um seine Partei hinter sich zu bringen, setzte Stresemann durch, dass Müller zunächst ein „Kabinett der Köpfe“ ohne förmliche Koalitionsaussage der beteiligten Parteien bilden solle. Erst im Frühjahr 1929 kam es zu einer regelrechten Koalitionsregierung in Form einer Großen Koalition aus SPD, DDP, DVP, BVP und dem Zentrum. Von Anfang an wurde die Regierung von den Konflikten zwischen DVP und SPD belastet. Der Fortbestand der Regierung hatte viel mit den persönlich guten Beziehungen zwischen Müller und Stresemann zu tun.
Auf der politischen Agenda stand unter anderem die Frage einer Neuregelung der Reparationszahlungen oder die Räumung des besetzten Rheinlandes. Innenpolitisch gab es Konflikte um den Bau neuer Panzerschiffe. Die SPD, die im Wahlkampf noch mit der Parole „Kinderspeisung statt Panzerkreuzer“ angetreten war, tat sich mit einer Zustimmung schwer. Um ein vorzeitiges Ende der Regierung zu vermeiden, stimmten die sozialdemokratischen Minister im Kabinett dem Bau zu. Die Mehrheit der Fraktion zwang sie aber, die Vorlage im Parlament abzulehnen. Hermann Müller wurde durch den Konflikt geschwächt und geriet zudem durch Otto Braun unter innerparteilichen Druck. Zum Streit mit der DVP kam es während des Ruhreisenstreits im Herbst 1928, der von der Unternehmerseite als grundsätzliche Auseinandersetzung geführt wurde. Müller gelang es hier, erfolgreich zu vermitteln. Aber kurze Zeit später kam es zum Streit um die Haushaltspolitik. Die DVP forderte in Einklang mit den Verbänden der Wirtschaft, Steuern zu senken und Sozialleistungen zu kürzen. Die SPD konnte dem nicht zustimmen. Diese Frage blieb ein Dauerstreitpunkt bis zum Ende der Koalition.
Im September 1928 reiste Müller in Vertretung für den erkrankten Außenminister Stresemann nach Genf zum Völkerbund. Zwar kam es zu einem heftigen Rededuell mit dem französischen Außenminister Aristide Briand, aber es gelang Müller am Rande der Verhandlungen, von den westlichen Siegermächten die Zusicherung zu erhalten, über die Reparationsfrage und die Räumung des Rheinlandes zu verhandeln. Diese Verhandlungen waren Basis für den Youngplan von 1929. Dagegen gab es erhebliche Differenzen mit Polen und mit der UdSSR. Diese machte die Regierung unter anderem für gewaltsame Auseinandersetzungen zwischen kommunistischen Demonstranten und der Polizei Anfang Mai 1929 (Blutmai) mit verantwortlich.
Müller war bereits zu Beginn des Jahres 1929 gesundheitlich schwer angeschlagen. Seit April litt er unter einer Gallenblasenentzündung. Durch einen Unfall bei der Einlieferung in ein Krankenhaus platzte die Blase und machte eine Notoperation nötig. Immer noch erkrankt und gegen den Willen der Ärzte stand Müller den Streit um die Arbeitslosenversicherung und den Youngplan durch.
Hinter den Kulissen bemühten sich die Rechtsparteien um ein Herausdrängen der SPD aus der Regierung. Zusammengehalten wurde die Regierung noch einmal durch das von der extremen Rechten geschürte Volksbegehren und den Volksentscheid über den Youngplan Ende 1929. Aber in der Frage der Arbeitslosenversicherung und der Haushaltspolitik waren keine Kompromisse zwischen den Koalitionsparteien mehr möglich.
Um die Koalition zu retten, war er zu erheblichen Zugeständnissen bereit. Dazu zählte die Entlassung des sozialdemokratischen Finanzministers Rudolf Hilferding. Doch am 27. März 1930 trat er von seinem Amt zurück, da er von der SPD-Reichstagsfraktion keine Zustimmung für einen Koalitionskompromiss über die Arbeitslosenversicherung erhielt. Seine Hoffnung, der Reichspräsident Paul von Hindenburg werde ihn mit Hilfe des Notverordnungsrechts weiter regieren lassen, erfüllte sich nicht, als dieser stattdessen Heinrich Brüning mit der Regierungsbildung beauftragte. Müller fühlte sich von seiner eigenen Partei und dem Reichspräsidenten im Stich gelassen. Nach den Reichstagswahlen vom September 1930 und den Erfolgen der NSDAP rief er seine Partei zur Tolerierung der Regierung Brüning auf.

### Tod
Hermann Müller starb am 20. März 1931 an den Folgen einer Gallenoperation. In einem großen Trauerzug erwies ihm die SPD die letzte Ehre. Reichspräsident Hindenburg hatte einen Staatsakt für den früheren Reichskanzler abgelehnt, aber mindestens 50.000 Menschen nahmen an dem Trauerzug in Berlin teil, und weitere 350.000 Menschen säumten seinen Weg. Es handelte sich zwar nicht um ein offizielles Staatsbegräbnis, ähnelte einem solchen aber sehr. So verbindet sich mit Müllers Namen auch eine der letzten Massendemonstrationen für die demokratische Republik. „Zur Beisetzung Müllers reiste sowohl der Vorsitzende der französischen Sozialisten, Léon Blum, als auch der Botschafter Frankreichs an – ein deutlicher Hinweis auf Müllers Verdienste um die deutsch-französische Aussöhnung.“ Auf dem Weg durch das Regierungsviertel schlossen sich Angehörige der Reichsregierung, der preußischen Staatsregierung und des Reichsrates dem Zug an. Lediglich die Reichswehr beteiligte sich nicht.
Er wurde auf dem Zentralfriedhof Friedrichsfelde in Berlin-Lichtenberg beigesetzt. Die Grabstätte wurde 1950 in die damals von der DDR-Führung neu errichtete Gedenkstätte der Sozialisten integriert und gehört seither zur Reihe der Gräber und Denkmäler an deren Ringmauer. Das Grabrelief wurde vom Bildhauer Martin Meyer-Pyritz angefertigt.

Trauerzug für den verstorbenen Hermann Müller
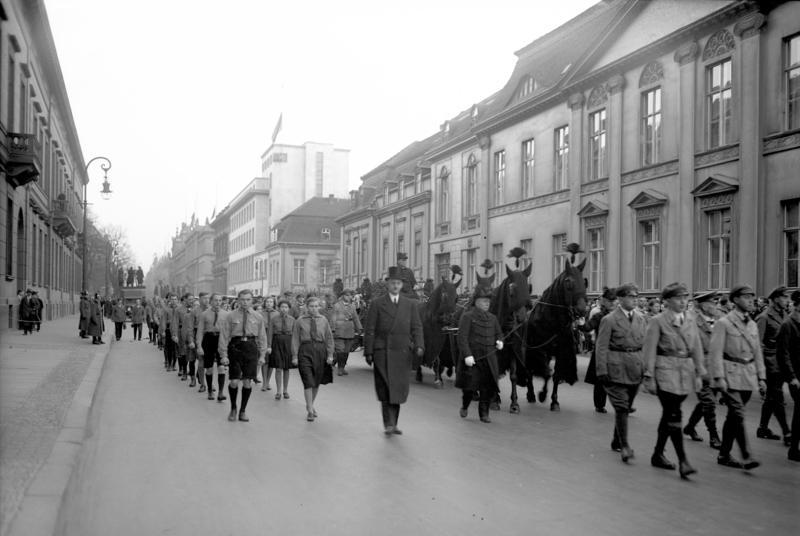
Trauerzug für Hermann Müller (Der Katafalk wird flankiert von Angehörigen des Reichsbanners Schwarz-Rot-Gold)
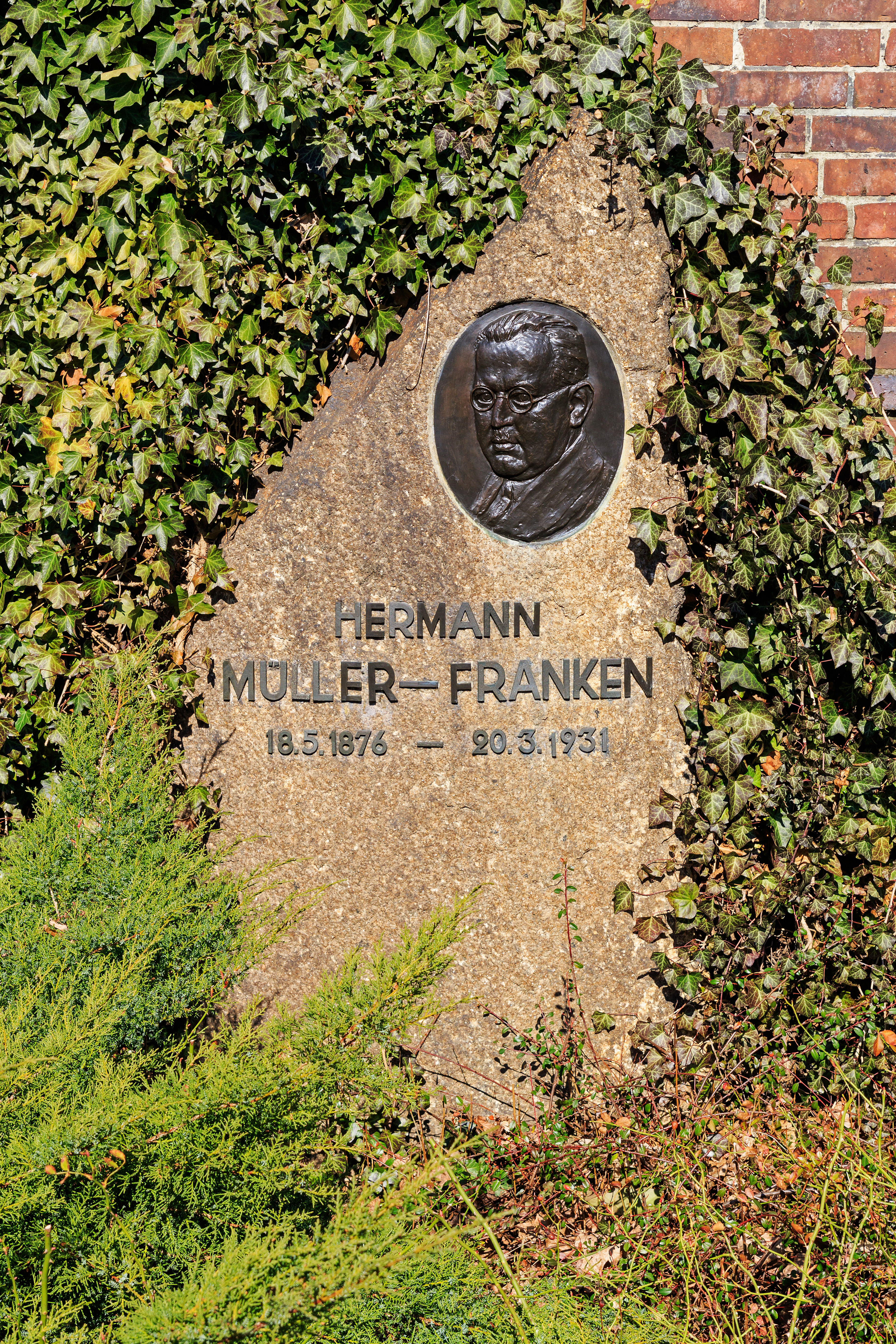
Grabstein von Müller
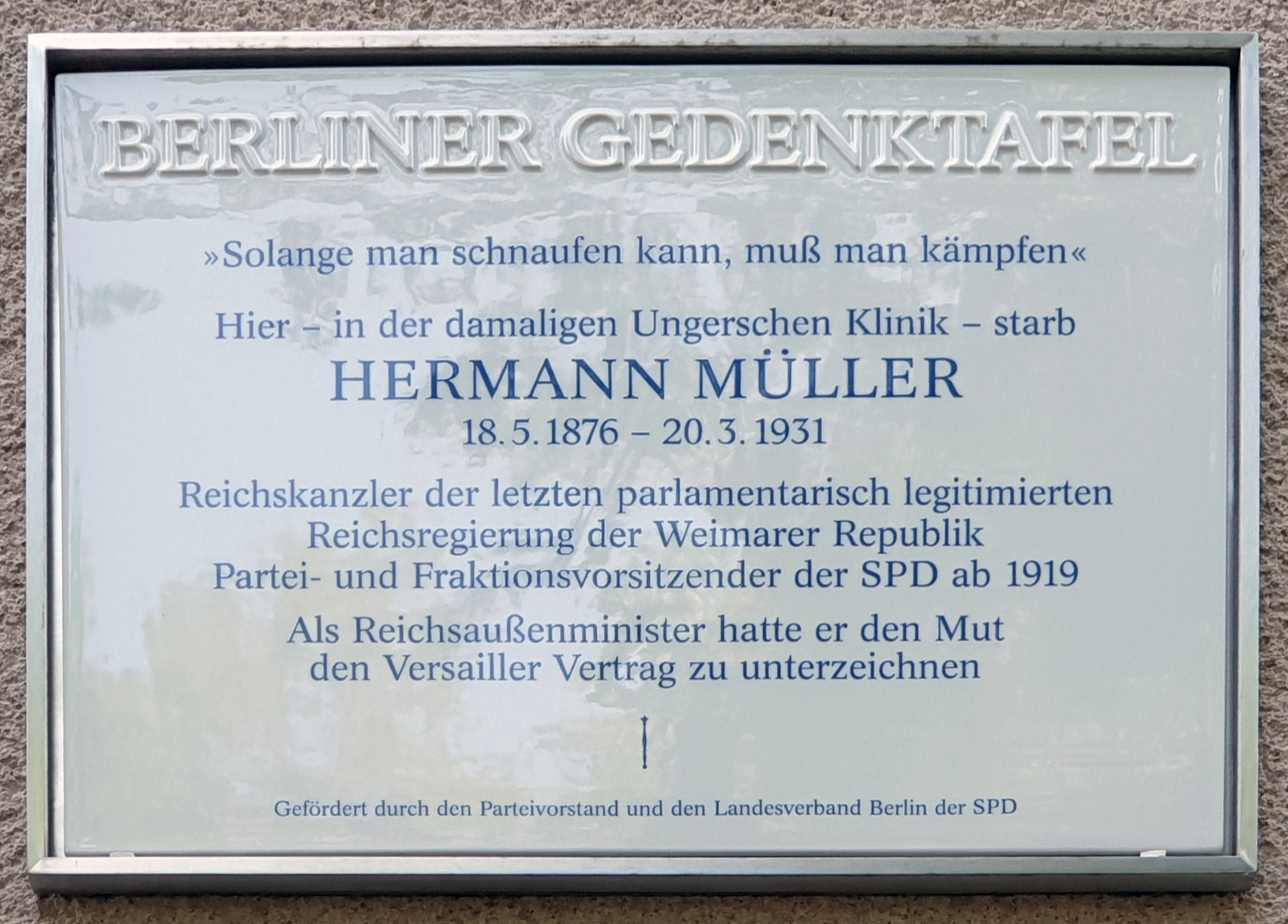
Berliner Gedenktafel am Haus, Derfflingerstraße 21, in Berlin-Tiergarten

## Werke
- Hermann Müller-Franken: Die Novemberrevolution – Erinnerungen. Der Bücherkreis GmbH, Berlin 1928.
- Hermann Müller-Franken: Vom Sturz der Monarchie zur Weimarer Republik: Die Novemberrevolution 1918. Severus Verlag, Hamburg 2017, ISBN 978-3-95801-735-1 (Nachdruck der Ausgabe von 1928)

## Ehrungen
- In Mannheim wurde 1979 die Reichskanzler-Müller-Straße nach Hermann Müller benannt.[13]
- An seinem Sterbehaus in der Derfflingerstraße 21 in Berlin-Tiergarten erinnert seit 2011 eine „Berliner Gedenktafel“ an Müller.[11]